# Gliese 35
Gliese 35 (nota anche come stella di van Maanen da Adriaan van Maanen, che la scoprì nel 1917) è una nana bianca situata nella costellazione dei Pesci. Tra le nane bianche conosciute, è la terza più vicina al sistema solare (dopo Sirio B e Procione B), nonché la terza ad esser stata scoperta, dopo Keid B e Sirio B.

## Caratteristiche
La stella di van Maanen si trova ad una distanza dal sistema solare di 14,1 anni luce, con un moto proprio di circa 2,98" ogni anno. Pur avendo una massa pari a circa il 70% della massa solare, questa piccola stella possiede meno di un decimillesimo della sua luminosità, ed ha un diametro circa doppio rispetto a quello della Terra; risulta quindi troppo debole per essere osservata ad occhio nudo. La sua temperatura superficiale, relativamente bassa per una nana bianca, è di circa 6750 K. Tenendo conto che le nane bianche tendono a raffreddarsi con il tempo, si stima che l'oggetto abbia un'età di circa 4 miliardi di anni. Fra 900 000 anni,passerà a una distanza di 9,3 anni luce dal Sole.

## Possibilità di compagni substellari
La possibilità dell'esistenza di compagni substellari (come nane brune o eventuali esopianeti) in orbita attorno alla stella è stata oggetto di controversie per trent'anni, durante i quali sono state annunciate e poi smentite diverse scoperte. L'ultimo caso risale al 2004, quando una pubblicazione affermava l'esistenza di un compagno substellare mentre un'altra lo negava espressamente.